# Scott Speer
Scott Speer (San Diego, 5 giugno 1982) è un regista, produttore cinematografico e scrittore statunitense.

## Filmografia
- Step Up Revolution (2012)
- Il sole a mezzanotte - Midnight Sun (Midnight Sun) (2018)
- Sei ancora qui - I Still see You (I Still see You) (2018)
- Endless (2020)

## Videografia
- Switchfoot – Stars (2005)
- The Mess –  Five Speed (2006)
- How 'Bout You – Eric Church (2006)
- I'm Not Alright – Sanctus Real (2006)
- Nothing In This World – Paris Hilton (2006)
- Ni Freud, Ni Tu Mamá – Belinda
- Guys Like Me – Eric Church (2007)
- Biella Traición – Belinda (2007)
- Luz Sin Gravedad – Belinda, co-diretto con Belinda (2007)
- Ashley Tisdale - "He Said She Said" (2007)
- Suddenly – Ashley Tisdale (2007)
- Not Like That – Ashley Tisdale (2007)
- Hook Me Up – The Veronicas (2007)
- If We Were – Belinda (2007)
- Like Whoa – Aly & AJ (2007)
- The Story – Brandi Carlile (2007)
- See A Little Light – Belinda (2008)
- The Look – Luigi Masi (2008)
- Royal Flush – Big Boi (2008)
- Tattoo (seconda versione) – Jordin Sparks (2008)
- Dance Like There's No Tomorrow – Paula Abdul, co-diretto con Paula Abdul (2008)
- A Little Too Not Over You – David Archuleta (2008)
- She Wouldn't Be Gone – Blake Shelton (2008)
- Boy Like Me – Jessica Harp (2009)
- It's Alright, It's OK – Ashley Tisdale (2009)
- Love Struck – V Factory (2009)
- Crank It Up – Ashley Tisdale (2009)
- Under Control – Parachute (2009)
- Fanatic – Heidi Montag (2010)
- Egoista – Belinda (2010)
- Pyramid – Charice featuring Iyaz (2010)
- Ridin' Solo – Jason Derulo (2010)